# محاكي الدائرة الكهربائية العام
محاكي الدائرة الكهربائية العام (بالإنجليزية: Quite Universal Circuit Simulator (Qucs)) أة «قوكس» هو تطبيق برمجي مجاني لمحاكاة الدوائر الإلكترونية تم إصداره بموجب رخصة جنو العمومية. يوفر البرنامَج القدرة على إعداد دائرة رسومية ومحاكاة سلوك الإشارة الكبيرة والإشارة الصغيرة والضوضاء للدائرة. يتم أيضًا دعم المحاكاة الرقمية البحتة باستخدام VHDL و/أو Verilog. لا يمكن استخدام سوى مجموعة صغيرة من «الأجهزة الرقمية» مثل القلابات والبوابات المنطقية مع الدوائر التناظرية.  يستخدم البرنامج محاكي خاص به (Qucsator) غير متوافق مع برامج SPICE.
يدعم Qucs قائمة متزايدة من المكونات التناظرية والرقمية بالإضافة إلى الدوائر الفرعية من SPICE. من المفترض أن يكون أسهل بكثير في الاستخدام والتعامل من محاكيات الدوائر الأخرى مثل gEDA أو PSPICE.

## أنواع التحليل
تتضمن أنواع التحليل معلمة S (بما في ذلك الضوضاء)، والتيار المتردد (بما في ذلك الضوضاء)، والتيار الثابت، والتحليل العابر Transient، والتوازن التوافقي Harmonic Balance (لم ينته بعد)، والمحاكاة الرقمية (VHDL وVerilog-HDL) وعمليات مسح المعلمات Parameter sweeps.